# Puya laxa
Espèce
Puya laxa est une espèce de plantes à fleurs de la famille des Bromeliaceae. Son aire de répartition  est la Bolivie. Il s'agit d'une plante vivace qui pousse principalement dans le biome du désert ou des zones arbustives sèches.

## Description

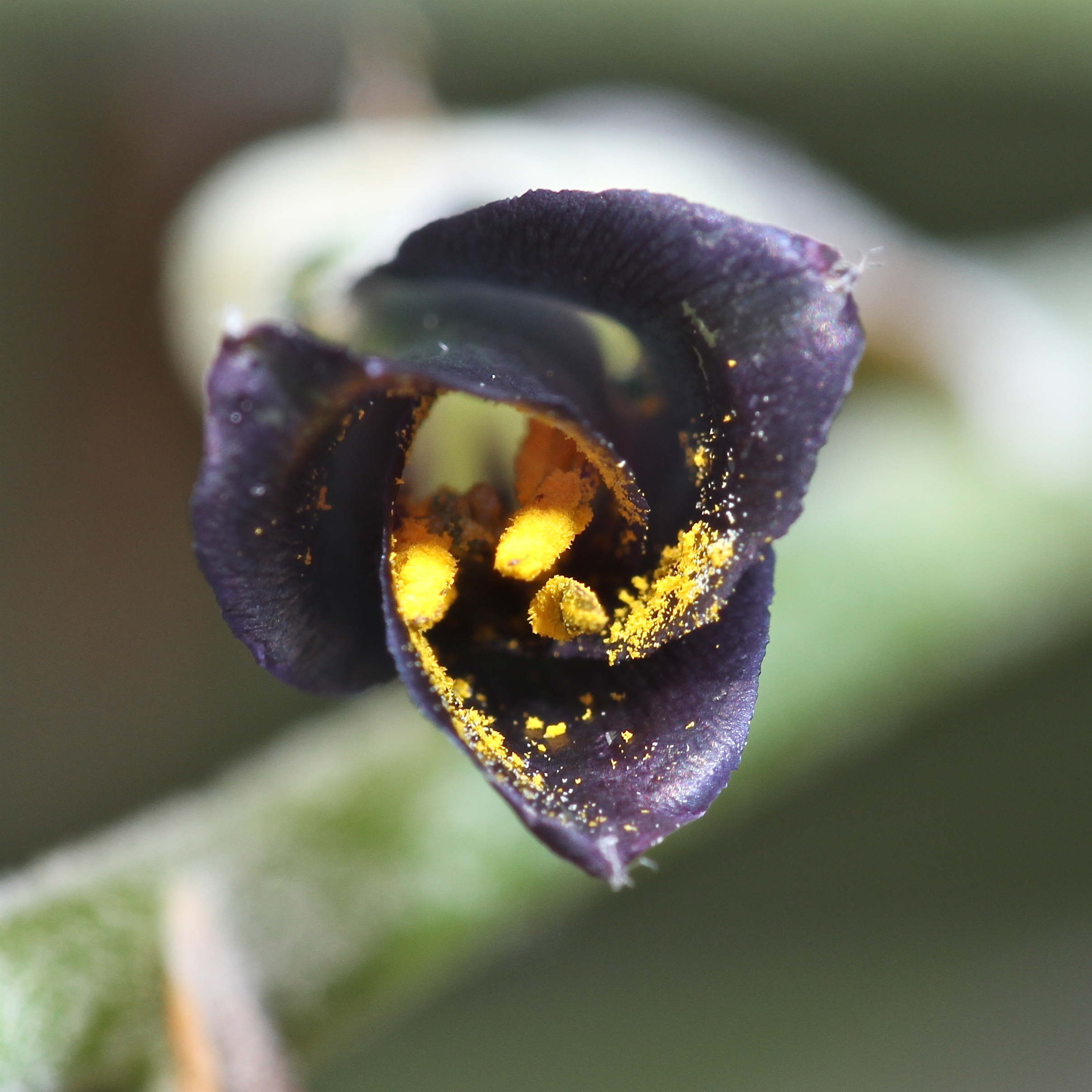
Une simple fleur de Puya laxa

Il s’agit d’une petite espèce qui présente des adaptations abouties à l’aridité. Ses feuilles sont épaissies et l’espèce est la plus succulente du genre Puya. L’aspect de Puya laxa est caractéristique. Les rosettes sont relativement petites, avec un diamètre d’environ 30 centimètres. Un spécimen produit après quelques années une colonie d’un à deux mètres de large.
Les feuilles sont couvertes d’un dépôt duveteux. Ce qui protège le végétal des forts rayons du soleil, mais permet probablement de retenir la rosée.
Comme chez la majorité des espèces du genre Puya, le bord des feuilles porte des épines. 
L’inflorescence n’est pas particulièrement attractive pour un Puya. Elle est assez allongée et non érigée. Les fleurs roses sont adaptées à la pollinisation par les colibris.

## Répartition et habitat
Puya laxa est originaire de Santa Cruz en Bolivie. Ses besoins sont propres à la plupart des plantes xérophytes, il est adapté à une forte luminosité et démontre une bonne résistance au froid n'étant pas affecté par  une température de −7 °C. Il est probable qu'il supporte quelques degrés de moins, à condition de bénéficier d’un substrat drainant.

## Culture et utilisation
Il faut planter Puya laxa dans un substrat minéral et drainant, car les racines doivent rester au sec durant l’hiver. La culture sur butte ou rocaille permet de faciliter l’infiltration de l’eau de pluie. 
L’exposition au soleil est profitable pour Puya laxa. 
L’irrigation se fait une fois par semaine entre juin et septembre pour les plantes cultivées en pleine terre. Le reste de l’année, les précipitations naturelles sont suffisantes.
Pour les plantes cultivées en pot, l’arrosage devra se faire du printemps à la moitié de l’automne sur cette même fréquence. Puis l’hiver, les apports d’eau doivent être réduits à un arrosage par mois.
La fertilisation n’est pas nécessaire pour les plantes cultivées en pleine terre, les racines trouvent dans le sol tous les éléments minéraux indispensables à leur pousse. En pot, l’apport d’engrais est utile au printemps.
Du fait de ses épines, il est nécessaire de s’équiper de gants adaptés avant de jardiner avec cette plante. Le développement est limité et Puya laxa peut être cultivée dans un espace réduit.

## Cultivars
- xPuckia 'Sparkle'
- xPucohnia 'George Anderson'

## Systématique
Le nom correct complet (avec auteur) de ce taxon est Puya laxa L.B.Sm..